# Svanegrund
Svanegrund är ett rev i Danmark.  Det ligger i Horsens kommun i Region Mittjylland. Närmaste större samhälle är Tranebjerg på Samsø, 15 km öster om Svanegrund.
Svanegrund är en del av Natura 2000-området Horsens Fjord, havet øst for og Endelave. På Svanegrund finns knubbsäl.